# CSI: Miami (seizoen 2)
Het 2e seizoen van de Thriller Crime Scene Investigation Miami werd uitgezonden (in Amerika) van 22 september 2003 tot en met 24 mei 2004.
In Nederland werd dit seizoen van de serie door RTL 5 uitgezonden en dit gebeurde een half jaar later. Het tweede seizoen bestond uit 24 afleveringen die allen ongeveer 45 minuten duren. De hoofdrollen worden gespeeld door David Caruso, Emily Procter, Adam Rodriguez, Khandi Alexander en Rory Cochrane.
De dvd van het derde seizoen werd op 4 januari 2005 uitgegeven in Amerika, Canada en Bermuda, op 20 februari 2006 werd de dvd ook in Europa, en dus Nederland, uitgegeven.

## Rolverdeling
| Acteur           | Personage         | per aflevering                                  | per aflevering                                  | per aflevering                                  | per aflevering                                  | per aflevering                                  | per aflevering                                  | per aflevering                                  | per aflevering                                  | per aflevering                                  | per aflevering                                  | per aflevering                                  | per aflevering                                  | per aflevering                                  | per aflevering                                  | per aflevering                                  | per aflevering                                  | per aflevering                                  | per aflevering                                  | per aflevering                                  | per aflevering                                  | per aflevering                                  | per aflevering                                  | per aflevering                                  | per aflevering                                  |
| Acteur           | Personage         | 1e                                              | 2e                                              | 3e                                              | 4e                                              | 5e                                              | 6e                                              | 7e                                              | 8e                                              | 9e                                              | 10e                                             | 11e                                             | 12e                                             | 13e                                             | 14e                                             | 15e                                             | 16e                                             | 17e                                             | 18e                                             | 19e                                             | 20e                                             | 21e                                             | 22e                                             | 23e                                             | 24e                                             |
| ---------------- | ----------------- | ----------------------------------------------- | ----------------------------------------------- | ----------------------------------------------- | ----------------------------------------------- | ----------------------------------------------- | ----------------------------------------------- | ----------------------------------------------- | ----------------------------------------------- | ----------------------------------------------- | ----------------------------------------------- | ----------------------------------------------- | ----------------------------------------------- | ----------------------------------------------- | ----------------------------------------------- | ----------------------------------------------- | ----------------------------------------------- | ----------------------------------------------- | ----------------------------------------------- | ----------------------------------------------- | ----------------------------------------------- | ----------------------------------------------- | ----------------------------------------------- | ----------------------------------------------- | ----------------------------------------------- |
| David Caruso     | Horatio Caine     | Gehele seizoen                                  | Gehele seizoen                                  | Gehele seizoen                                  | Gehele seizoen                                  | Gehele seizoen                                  | Gehele seizoen                                  | Gehele seizoen                                  | Gehele seizoen                                  | Gehele seizoen                                  | Gehele seizoen                                  | Gehele seizoen                                  | Gehele seizoen                                  | Gehele seizoen                                  | Gehele seizoen                                  | Gehele seizoen                                  | Gehele seizoen                                  | Gehele seizoen                                  | Gehele seizoen                                  | Gehele seizoen                                  | Gehele seizoen                                  | Gehele seizoen                                  | Gehele seizoen                                  | Gehele seizoen                                  | Gehele seizoen                                  |
| Emily Procter    | Calleigh Duquesne | Gehele seizoen                                  | Gehele seizoen                                  | Gehele seizoen                                  | Gehele seizoen                                  | Gehele seizoen                                  | Gehele seizoen                                  | Gehele seizoen                                  | Gehele seizoen                                  | Gehele seizoen                                  | Gehele seizoen                                  | Gehele seizoen                                  | Gehele seizoen                                  | Gehele seizoen                                  | Gehele seizoen                                  | Gehele seizoen                                  | Gehele seizoen                                  | Gehele seizoen                                  | Gehele seizoen                                  | Gehele seizoen                                  | Gehele seizoen                                  | Gehele seizoen                                  | Gehele seizoen                                  | Gehele seizoen                                  | Gehele seizoen                                  |
| Adam Rodriguez   | Eric Delko        | Gehele seizoen                                  | Gehele seizoen                                  | Gehele seizoen                                  | Gehele seizoen                                  | Gehele seizoen                                  | Gehele seizoen                                  | Gehele seizoen                                  | Gehele seizoen                                  | Gehele seizoen                                  | Gehele seizoen                                  | Gehele seizoen                                  | Gehele seizoen                                  | Gehele seizoen                                  | Gehele seizoen                                  | Gehele seizoen                                  | Gehele seizoen                                  | Gehele seizoen                                  | Gehele seizoen                                  | Gehele seizoen                                  | Gehele seizoen                                  | Gehele seizoen                                  | Gehele seizoen                                  | Gehele seizoen                                  | Gehele seizoen                                  |
| Khandi Alexander | Alexx Woods       | Gehele seizoen                                  | Gehele seizoen                                  | Gehele seizoen                                  | Gehele seizoen                                  | Gehele seizoen                                  | Gehele seizoen                                  | Gehele seizoen                                  | Gehele seizoen                                  | Gehele seizoen                                  | Gehele seizoen                                  | Gehele seizoen                                  | Gehele seizoen                                  | Gehele seizoen                                  | Gehele seizoen                                  | Gehele seizoen                                  | Gehele seizoen                                  | Gehele seizoen                                  | Gehele seizoen                                  | Gehele seizoen                                  | Gehele seizoen                                  | Gehele seizoen                                  | Gehele seizoen                                  | Gehele seizoen                                  | Gehele seizoen                                  |
| Rory Cochrane    | Tim Speedle       | Gehele seizoen                                  | Gehele seizoen                                  | Gehele seizoen                                  | Gehele seizoen                                  | Gehele seizoen                                  | Gehele seizoen                                  | Gehele seizoen                                  | Gehele seizoen                                  | Gehele seizoen                                  | Gehele seizoen                                  | Gehele seizoen                                  | Gehele seizoen                                  | Gehele seizoen                                  | Gehele seizoen                                  | Gehele seizoen                                  | Gehele seizoen                                  | Gehele seizoen                                  | Gehele seizoen                                  | Gehele seizoen                                  | Gehele seizoen                                  | Gehele seizoen                                  | Gehele seizoen                                  | Gehele seizoen                                  | Gehele seizoen                                  |
| Rex Linn         | Frank Tripp       | Gehele seizoen als gastrol, geen vast personage | Gehele seizoen als gastrol, geen vast personage | Gehele seizoen als gastrol, geen vast personage | Gehele seizoen als gastrol, geen vast personage | Gehele seizoen als gastrol, geen vast personage | Gehele seizoen als gastrol, geen vast personage | Gehele seizoen als gastrol, geen vast personage | Gehele seizoen als gastrol, geen vast personage | Gehele seizoen als gastrol, geen vast personage | Gehele seizoen als gastrol, geen vast personage | Gehele seizoen als gastrol, geen vast personage | Gehele seizoen als gastrol, geen vast personage | Gehele seizoen als gastrol, geen vast personage | Gehele seizoen als gastrol, geen vast personage | Gehele seizoen als gastrol, geen vast personage | Gehele seizoen als gastrol, geen vast personage | Gehele seizoen als gastrol, geen vast personage | Gehele seizoen als gastrol, geen vast personage | Gehele seizoen als gastrol, geen vast personage | Gehele seizoen als gastrol, geen vast personage | Gehele seizoen als gastrol, geen vast personage | Gehele seizoen als gastrol, geen vast personage | Gehele seizoen als gastrol, geen vast personage | Gehele seizoen als gastrol, geen vast personage |
| Sofia Milos      | Yelina Salas      | Gehele seizoen als gastrol, geen vast personage | Gehele seizoen als gastrol, geen vast personage | Gehele seizoen als gastrol, geen vast personage | Gehele seizoen als gastrol, geen vast personage | Gehele seizoen als gastrol, geen vast personage | Gehele seizoen als gastrol, geen vast personage | Gehele seizoen als gastrol, geen vast personage | Gehele seizoen als gastrol, geen vast personage | Gehele seizoen als gastrol, geen vast personage | Gehele seizoen als gastrol, geen vast personage | Gehele seizoen als gastrol, geen vast personage | Gehele seizoen als gastrol, geen vast personage | Gehele seizoen als gastrol, geen vast personage | Gehele seizoen als gastrol, geen vast personage | Gehele seizoen als gastrol, geen vast personage | Gehele seizoen als gastrol, geen vast personage | Gehele seizoen als gastrol, geen vast personage | Gehele seizoen als gastrol, geen vast personage | Gehele seizoen als gastrol, geen vast personage | Gehele seizoen als gastrol, geen vast personage | Gehele seizoen als gastrol, geen vast personage | Gehele seizoen als gastrol, geen vast personage | Gehele seizoen als gastrol, geen vast personage | Gehele seizoen als gastrol, geen vast personage |

## Afleveringen
| Nr. | Titel aflevering    | Geregisseerd door     | Geschreven door                                     | Uitzenddatum VS   |
| --- | ------------------- | --------------------- | --------------------------------------------------- | ----------------- |
| 1   | "Blood Brothers"    | Danny Cannon          | Ann Donahue                                         | 22 september 2003 |
| 2   | "Dead Zone"         | Joe Chappelle         | Michael Ostrowski                                   | 29 september 2003 |
| 3   | "Hard Time"         | David Grossman        | Steven Maeda                                        | 6 oktober 2003    |
| 4   | "Death Grip"        | Deran Sarafian        | Elizabeth Devine                                    | 13 oktober 2003   |
| 5   | "The Best Defense"  | Scott Lautanen        | Shane Brennan                                       | 20 oktober 2003   |
| 6   | "Hurricane Anthony" | Joe Chappelle         | Ildy Modrovich & Laurence Walsh                     | 3 november 2003   |
| 7   | "Grand Prix"        | David Grossman        | Michael Ostrowski & Steven Maeda                    | 10 november 2003  |
| 8   | "Big Brother"       | Joe Chappelle         | Ann Donahue & Jonathan Glassner                     | 17 november 2003  |
| 9   | "Bait"              | Deran Sarafian        | Steven Maeda & Shane Brennan                        | 24 november 2003  |
| 10  | "Extreme"           | Karen Gaviola         | Elizabeth Devine & John Haynes                      | 15 december 2003  |
| 11  | "Complications"     | Scott Lautanen        | Sunil Nayar & Corey Miller                          | 5 januari 2005    |
| 12  | "Witness to Murder" | Duane Clark           | Ildy Modrovich & Laurence Walsh & Michael Ostrowski | 12 januari 2005   |
| 13  | "Blood Moon"        | Scott Lautanen        | Jonathan Glassner & Marc Dube                       | 2 februari 2005   |
| 14  | "Slow Burn"         | Joe Chappelle         | Shane Brennan & Michael Ostrowski                   | 9 februari 2005   |
| 15  | "Stalkerazzi"       | Deran Sarafian        | Elizabeth Devine & Steven Maeda                     | 16 februari 2005  |
| 16  | "Invasion"          | Félix Enríquez Alcalá | Brian Davidson & Jonathan Glassner                  | 23 februari 2005  |
| 17  | "Money for Nothing" | Karen Gaviola         | Marc Dube                                           | 1 maart 2005      |
| 18  | "Wannabe"           | Fred Keller           | Elizabeth Devine & Steven Maeda & John Haynes       | 22 maart 2005     |
| 19  | "Deadline"          | Deran Sarafian        | Ildy Modrovich & Laurence Walsh & Sunil Nayar       | 29 maart 2005     |
| 20  | "The Oath"          | Duane Clark           | Alison Lea Bingeman                                 | 19 april 2005     |
| 21  | "Not Landing"       | Joe Chappelle         | Shane Brennan, Marc Dube & Jonathan Glassner        | 3 mei 2005        |
| 22  | "Rap Sheet"         | David Grossman        | Ildy Modrovich & Corey Miller                       | 10 mei 2005       |
| 23  | "MIA/NYC NonStop"   | Danny Cannon          | Anthony E. Zuiker, Ann Donahue & Carol Mendelsohn   | 17 mei 2005       |
| 24  | "Innocent"          | Joe Chappelle         | Steven Maeda & Sunil Nayar & John Haynes            | 24 mei 2005       |